# Санкции против Ирака
Санкции против Ирака – торгово-финансовое эмбарго, введённое Советом Безопасности ООН против Ирака. Начали действовать с 6 августа 1990 года, через четыре дня после вторжения Ирака в Кувейт. Действие большей части из них продолжалось до мая 2003 года, когда Саддам Хусейн был насильственно смещён с поста руководителя Ирака. Часть санкций, в том числе и выплата репараций Кувейту, действует в отношении Ирака до сих пор.

## Цели санкций. Принятие резолюций
Изначальная цель санкций – заставить Ирак вывести свои войска из Кувейта, а также осуществить выплату репараций и уничтожить оружие массового поражения, которым, по непроверенным данным, обладал Ирак. Сперва Совет безопасности ООН принял резолюцию №661, в которой оговорил ряд жёстких экономических санкций в отношении Ирака. После окончания в 1991 году боевых действий в рамках войны в Персидском заливе антииракские санкции, вопреки ожиданиям ряда экспертов, были продлены; во многом продление санкций было связано с требованием прекратить производство оружия массового поражения (доказательства которого так и не были обнаружены). Прежние и новые санкции были объединены в одном пакете, принятом по итогам очередной резолюции №687 Совбеза ООН. Санкции запрещали любые формы торгово-экономических отношений с Ираком за исключением поставок медикаментов и продовольственных товаров первой необходимости, поставляемых в Ирак в рамках оказания международной гуманитарной помощи. Тем не менее, поставки лекарственных препаратов и продовольствия подвергались тщательной регламентации странами, способствовавшими принятию санкций против Ирака.
Цели введения санкций, заявленные в резолюциях 661 и 687 Совета безопасности ООН – добиться уничтожения иракским руководством якобы производимого им оружия массового поражения; добиться того, чтобы Ирак списал и уничтожил разработанные ранее баллистические ракеты увеличенной дальности; запретить иракскому руководству оказывать поддержку террористическим движениям и заставить Ирак выплатить репарации и внешний государственный долг.
Как было отмечено в одном из сообщений Офиса программы по Ираку при ООН, резолюция 661 Совбеза ООН предполагала введение комплексных (всесторонних) санкций против Ирака в связи с его вторжением на территорию Кувейта. Эти санкции предполагали строгое ограничения товаров, которые могли быть экспортированы Ираком в другие государства, и товаров, которые подлежали импорту в Ирак.

## Запрет на ввоз и вывоз товаров
Первоначально Комитет по санкциям ООН не издал полный перечень товаров, которые запрещено было ввозить в Ирак, а принял решение последовательно оценивать отдельные заявки по различным товарам, которые могли подпадать под санкции. Было, однако, разрешено ввозить в Ирак медикаменты, продовольственные товары и продукты первой необходимости для нужд гражданского населения в рамках оказания гуманитарной помощи. Лица, которые желали поставлять свои товары в Ирак в торговых или некоммерческих (в том числе благотворительных) целях, согласно программе санкций, должны были подавать заявку на получение экспортной лицензии в любом из государств, входящих в ООН, которые по получении заявки должны были отправить её на оценку в Комитет по санкциям ООН, определявший, можно ли ввозить этот товар в Ирак или нет.  Впрочем, комитет  имел право сохранять своё решение в секрете. К тому же любой член комитета по уставу мог наложить вето на разрешение поставки того или иного товара в Ирак без объяснения причины. Такая модель санкций могла объективно считаться наиболее дискриминационной по сравнению с остальными – как в экономическом, так и в психологическом планах.
В первую очередь, под запрет подпадали те товары, которые прямо или опосредованно могли быть использованы в военных целях. В этот список, например, попадали компьютеры, тракторы и брюки. В то же время Комитет оставлял на собственное усмотрение вопрос о том, что может считаться товаром первой необходимости для рядовых жителей Ирака, что, в свою очередь, определяло верховное право комитета разрешать ввоз таких товаров для нужд населения Ирака или не разрешать.  В случае, если Комитет по санкциям давал официальное разрешение на поставку товара из конкретной страны, он посылал её представителям уведомление об этом. Представители ответственных органов власти, в свою очередь, уведомляли подателя заявки о том, что его товар может быть ввезён на территорию Ирака. Таким образом, процедура санкционирования ввоза товаров в Ирак была чрезмерно бюрократизирована. Более того, предприятие, получавшее одобрение на ввоз товаров, должно было поставлять их морским путём, и несмотря на разрешение, выданное Комитетом, грузы, поставляемые в Ирак, могли подвергаться инспекции в любой форме и могли быть конфискованы по результатам дополнительных проверок.
В 2002 году санкционный список был несколько смягчён, а Комитет по санкциям решил ввести исключения для отдельных единиц товаров, издав своеобразный «список пересмотренных товаров» (англ. List of Good Reviews). Все товары, которые были перечислены в данном списке, могли быть импортированы в Ирак без каких-либо ограничений, а единицы товаров, которые могли использоваться в двойных целях (в гражданской жизни и в военной сфере), должны были подвергаться пересмотру от случая к случаю. В то же время обоснованность определения того, какой товар в тех или иных ситуациях мог использоваться населением Ирака в военных нуждах, всё же вызывала сомнения.

## Эмбарго на нефтяные поставки
После введения санкций Ирак серьёзно пострадал от ограничений нефтяных поставок, а позже в отношении Багдада систематически действовала программа «нефть в обмен на продовольствие». В связи с началом военного противостояния в Персидском заливе межведомственная миссия ООН отметила, что население Ирака вскоре может оказаться перед лицом масштабной гуманитарной катастрофы, связанной острой нехваткой продовольствия, которая может проявиться в распространении эпидемий и голода. Представители ООН также отметили, что грозящая Ираку катастрофа окажется неизбежной в случае, если средства, поддерживающие жизнедеятельность гражданского населения Ирака, не будут в срочном порядке ему предоставлены. Правительство Ирака отклонило резолюции №№ 712 и 715 Совбеза ООН, которые предлагали Ираку передать определённое количество нефти в обмен на получение населением страны жизненно необходимых продовольственных товаров во избежание тяжелейшего гуманитарного кризиса. Представители правящих кругов Ирака расценили полученные предложение как циничный шантаж и грубое вмешательство во внутренние дела.

## Официальное принятие программы «Нефть в обмен на продовольствие»
Тем не менее, 14 апреля 1995 года Совбез ООН принял новую резолюцию 986, в которой официально утверждалась программа «нефть в обмен на продовольствие», которая призвана была помочь мирным жителя Ирака, серьёзно пострадавшим от экономических санкций. Эта программа была запущена в 1996 году, а первые поставки продовольственных товаров начались только в марте 1997 года. Эта программа финансировалась за счёт поступлений от экспорта иракской нефти. Статистическими компаниями было подсчитано, что от темпов реализации плана продовольственных поставок в Ирак зависело примерно 60 % населения Ирака, которое в конце 1990-х годов составляло приблизительно 26 миллионов человек. Сперва Ираку было разрешено продавать нефти на два миллиарда долларов каждые шесть месяцев, причём две три от суммы, вырученной по итогам продажи, поступало на удовлетворение гуманитарных потребностей гражданского населения страны. В 1998 году лимит был повышен до 2,56 миллиардов долларов каждые полгода. В декабре 1999 года Совет Безопасности ООН снял любые ограничение на количество экспортируемой Ираком нефти в обмен на продовольствие.

## Распределение средств
Средства, полученные за счёт поставок нефти, распределялись следующим образом:
- 72% были направлены на гуманитарные нужды.
- 25% поступали в компенсационный фонд, из которого происходила выплата репараций.
- 2,2% покрывали административные и операционные (технические) издержки ООН.
- 0,8% поступали на оплату технических издержек при осуществлении программы контроля за нераспространением оружия массового поражения.

Из тех 72 процентов, которые поступали на гуманитарные нужды, 59% было выделено на заключение договоров по поставкам продовольствия и оборудования правительством Ирака для 15 центральных и южных губерний, а 13% поступало в бюджет 13 южных провинций, где ООН осуществляло гуманитарную программу от имени правительства Ирака.

## Обеспечение режима санкций

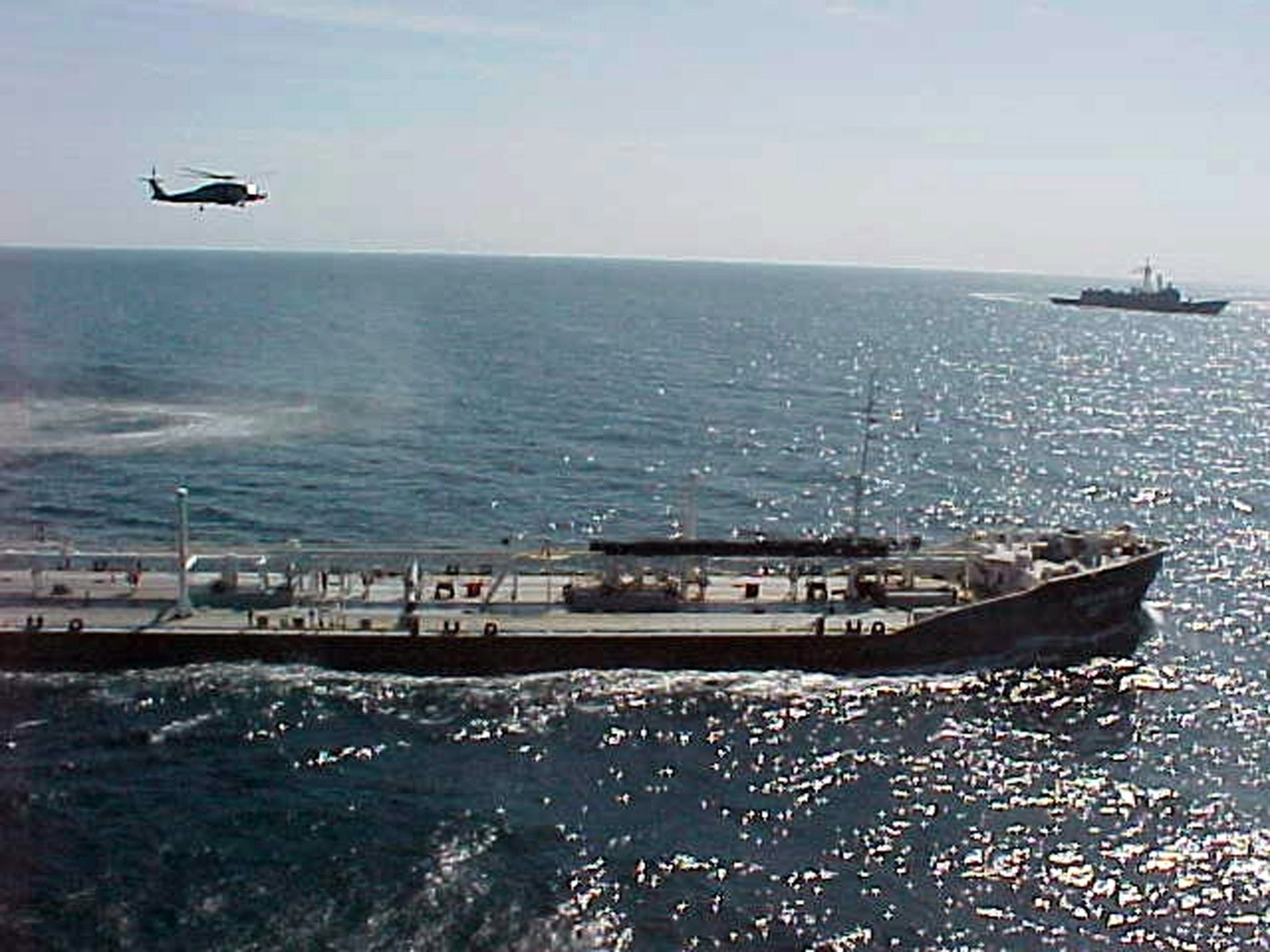
Американский вертолет пролетает над российским танкером Волгонефть-147

Обеспечение соблюдения санкций в первую очередь гарантировалось фактором угрозы применения военной силы и механизмами правового давления. После принятия резолюции 665 США и их союзниками была разработана и внедрена «система международного перехвата» (англ. Multinational Interception Force), чьей основной задачей было выявление, осмотр и возможное изъятие грузов, а также задержание и досмотр судов и их экипажей, которые подозревались в поставках тех или иных несанкционированных товаров в Ирак или вывозились из Ирака. Правовая сторона санкций обеспечивалась индивидуальными действиями, которые предпринимались правительствами отдельных стран, присоединившихся и поддерживавших санкции против Багдада. В США исполнение санкционных условий было поручено Управлению контроля за иностранными активами (англ. Office of Foreign Assets Control (OFAC). В частности, в 2005 году эта организация оштрафовала пацифистский благотворительный фонд «Голоса дикой природы» (англ. Voices in the Wilderness), основанный американской пацифисткой Кейти Келли, на 20 000 долларов за перевозку запрещённых товаров в Ирак без подачи заявки на получение экспортной лицензии в соответствии с нормой закона, что вызвало шквал критики со стороны многих правозащитных групп в разных странах мира. Несмотря на то, что лидер Ирака Саддам Хуссейн был давно свергнут, а в Ираке установилось прозападное правительство, ещё на момент 2011 года OFAC всё ещё пытается добиться выплаты штрафа на сумму 10 000 долларов вместе с процентами от предпринимателя Берта Сакса за поставку лекарственных препаратов жителям Басры полтора десятилетия назад. Эти медикаменты предназначались в первую очередь гражданскому населению (в том числе и детям), страдавшему от экономической депрессии и болезней, вызванных нехваткой продовольствия.

## Роль санкций в ограничении производства вооружения
Согласно распространённому мнению западных военных экспертов и политологов, специализирующихся на проблематике Ближнего Востока, благодаря санкциям удалось достичь существенного ограничения иракского вооружения. В частности, американский военный теоретик и один из разработчиков современной военной доктрины США Дуглас Фейт признал, что санкции ослабили военный потенциал Багдада. Исследователи Джордж Лопес и Дэвид Котрайт полагают, что благодаря санкциям удалось вынудить Ирак согласиться на проведение регулярных инспекций и мониторинга стратегии ликвидации оружия массового поражения. Также, по мнению американских исследователей, с помощью санкций удалось добиться некоторых уступок со стороны официального Багдада по ряду политических вопросов, например, по решению приграничного спора с Кувейтом. Также экспертами стран Запада отмечается ключевая роль санкций в том, что Ираку не удалось отстроить свою военную систему после войны в Персидском заливе и в целом санкции привели к постепенной демилитаризации страны. Также в условиях санкций был заблокирован импорт материалов и технологий для производства оружия массового уничтожения. Впоследствии Саддам Хуссейн отмечал во время допросов с участием следователей ФБР, что «вооружённые силы Ирака были уничтожены санкциями ООН».

## Губительные последствия санкций для гражданского населения Ирака
По данным международных организаций, отслеживавших последствия санкций, неоднократно отмечалось, что гражданское население Ирака существенно пострадало от систематического недоедания и употребления низкокачественного продовольствия. Также к отрицательным последствиям для рядовых жителей страны привела острая нехватка лекарственных препаратов. Все эти явления спровоцировали рост заболеваний, в том числе и контагиозных, среди разных возрастных и социальных групп населения, а дополнительным фактором для распространения инфекций стала нехватка чистой питьевой воды. В 2001 году председатель научного комитета Медицинской Ассоциации Ирака направил сообщение в адрес британскому периодическому изданию The BMJ (прежнее название англ. British Medical Journal), в котором призвал распространить сведения о катастрофических последствиях торгово-экономических санкций, коснувшихся иракской системы здравоохранения, фактическим создателем которой стал иракский лидер Саддам Хуссейн. Другие иракские правозащитники и общественные деятели также призывали международное сообщество приостановить действие антииракских санкций, которые за неполные десять лет привели к губительным последствиям и распространению опасных заболеваний среди мирного населения страны.
Современная иракская экономика во многом строится на нефтяном экспорте. В 1989 году сектор нефтяных поставок составил 60% от ВВП страны. Результатом этой зависимости от поставок энергоносителей стало закономерное сужение экономической базы в связи с санкциями; как следствие пострадал также агропромышленный комплекс Ирака, сокращение производственных мощностей которого началось с 1990-х годов. Ряд экспертов сходится во мнении, что введённые в начале 1990-х санкции оказали разрушительное воздействие на развитие экономики и общий уровень продовольственной безопасности; таким образом, к весне 2003 года, когда западная коалиция начала военное вторжение в Ирак, государство уже было существенно ослаблено в результате продолжительной политики санкций, демонтировавшей экономическую систему страны.

## Нехватка продовольствия. Распространение заболеваний
Тем не менее, вскоре после имплементации санкций правительство Ирака с целью ослабить их воздействие разработало систему бесплатных поставок продовольствия с расчётом 1000 калорий на человека в день или 40 % от дневной нормы, что стало ключевым фактором выживания для самых незащищённых слоёв населения. В мае 2000 года ЮНИСЕФ отметила в одном из своих сообщений, что примерно половина всех детей Ирака младше пяти лет страдала от диареи (притом что процент детского и подросткового населения в Ираке 1990-х годов был очень высок, в частности, на 2000 45% населения страны составляли люди в возрасте до 14 лет включительно, что было одним из рекордных показателей в регионе и в мировом масштабе). В результате санкций доход на душу населения в Ираке упал с 3510 долларов в 1989 году до 450 долларов в 1996 году, и особенно сильное влияние на снижение уровня доходов оказала девальвация иракского динара.

## Изменение роли женщины
В эпоху Саддама Хуссейна с начала 1970-х годов Ирак стал одним из немногих государств в ближневосточном регионе, которое инвестировало значительные денежные средства в создание системы общего образования для девочек и женщин. Однако в связи с санкционными мерами вкупе с растущей милитаризацией начала 1990-х годов уровень образования среди женского населения начал неуклонно снижаться. Экономические трудности в сочетании с военными потерями привели к тому, что в последние полтора десятилетия до начала вооружённой интервенции 2003 года в Ирак увеличилось число домохозяек и работающих женщин.

## Последствия запрета на ввоз хлора
Одной из наиболее трудноразрешимых проблем стали ограничения на импорт хлора в Ирак в связи с тем, что хлор как исходный материал может использоваться для создания ядовитого газообразного хлора. Запрет на поставки хлора в страну привёл к резкому сокращению уровня очистки питьевой воды и крайне неблагоприятным последствиям для населения. В частности, после осмотра ряда водоочистительных сооружений в Багдаде президент Ассоциации санитарных химиков и техников (англ. Sanitary Chemists & Technicians Association) отметил высокий уровень заболеваний населения столицы из-за отсутствия чистой воды и рекомендовал смягчить условия санкций, разрешив поставки жидкого хлора в Ирак для дезинфекции системы водоснабжения.

## Мнения о санкциях. Демарш Холлидея

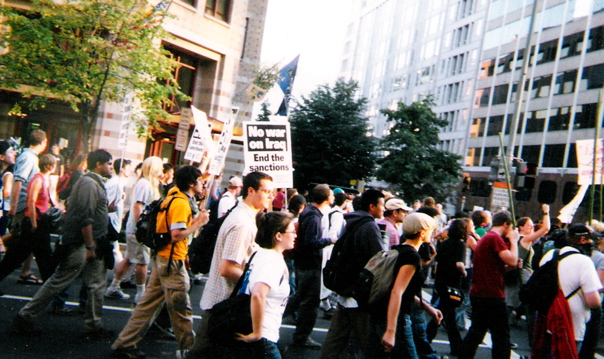
Митинг против санкций и вторжения в Ирак, Вашингтон, 2002 или 2003 год.

1 сентября 1997 года координатором гуманитарной программы ООН в Багдаде был назначен Дэвид Холлидей, который, прибыв в Ирак с ознакомительной миссией, испытал шок от общего экономического и физического состояния местного населения, в результате чего в октябре 1998 года он сознательно ушёл в отставку после 34-летней дипломатической и правозащитной карьеры в различных ведомствах и учреждениях ООН с тем, чтобы иметь возможность свободно критиковать крайне репрессивный режим санкций, от которых страдало простое иракское население. Сам Холлидей категорически отказался курировать претворение санкций в жизнь, отметив: «Я не хочу вводить программу, которая по сути своей соответствует международному определению понятия «геноцид». Это высказывание вызвало неоднозначную реакцию в дипломатических кругах ООН и среди групп западных политологов, занимающихся проблематикой Ближнего Востока. Например, Софи Бухари, журналистка, работавшая в ООН, заявила, что «некоторые эксперты в области юриспруденции против использования такой терминологии». Скептически к заявлению Дэвида Холлидея отнёсся специалист в области международного и регионального права Марио Бетатти, который резко высказался в адрес подавшего в отставку чиновника: «люди, которые так говорят, не разбираются в праве. Естественно, эмбарго оказало неблагоприятное воздействие на жителей Ирака, но это вовсе не преступление против человечности или геноцид». Так или иначе, ряд высокопоставленных чиновников ООН, в том числе и Холлидей, подвергали критике санкционную стратегию против Ирака, квалифицируя санкции как жестокие и циничные репрессии против иракского народа. В частности, немецкий дипломат-правозащитник Ханс фон Спонек, ставший преемником Холлидея на должности координатора гуманитарной программы ООН по Ираку, также выразил решительный протест по поводу суровости санкций, назвав последствия, к которым привели санкции, «подлинной человеческой трагедией». Ютта Бургхардт, глава отделения Всемирной продовольственной программы в Ираке, поддержала эти заявления и отметила жестокость и бесчеловечность санкционного режима и его губительный характер для населения Ирака, которое поставлено на грань тяжелейшей гуманитарной катастрофы.